# Kanton Toulon-7
Kanton Toulon-7 is een voormalig kanton van het Franse departement Var. Kanton Toulon-7 maakte deel uit van het arrondissement Toulon en telde 9647 inwoners (1999). Het werd opgeheven bij decreet van 27 februari 2014, met uitwerking op 22 maart 2015.

## Gemeenten
Het kanton Toulon-7 omvatte enkel een deel van de gemeente Toulon.